# Дебаљцево
Дебаљцево (укр. Дебальцеве, рус. Дебальцево) је градић у Украјини, у Доњецкој области. Према процени из 2012. у граду је живело 26.026 становника. Након борби у фебруару 2015, град је под фактичком контролом снага самопроглашене Доњецке Народне Републике. Већина становника је због борби напустила град, у којем је крајем фебруара 2015. остало око 7.000 људи. Дебаљцево је у борбама претрпило велика разарања, а ОЕБС је ситуацију у граду окарактерисао као хуманитарну катастрофу.

## Историја
Почетком 19. века на подручју данашњег Дебаљцева никло је село Илинка. Илинка је 1878. године променила име у Дебаљцеве, а исте године је у селу успостављена и жељезничка станица.

## Становништво
Према процени, у граду је 2012. живело 26.026 становника.
| 1979.  | 1989.  | 2001.  | 2012.  |
| ------ | ------ | ------ | ------ |
| 33.871 | 35.511 | 30.246 | 26.026 |